# Isabel de Francia (1389-1409)
Isabel de Valois (París, 9 de noviembre de 1389-Blois, 13 de septiembre de 1409) fue la tercera -pero primera en llegar a la edad adulta- de los 12 hijos de Carlos VI, rey de Francia, y de Isabel de Baviera-Ingolstadt.

## Biografía
En noviembre de 1396, a los casi 7 años de edad, fue casada con el rey Ricardo II de Inglaterra, como parte de un tratado de paz firmado entre Francia e Inglaterra. La ceremonia fue celebrada en Calais, pero no debía consumarse al menos hasta el duodécimo cumpleaños de la novia.
Desde su llegada a Inglaterra, Ricardo II concibió un tierno afecto hacia la niña, la cual, demasiado joven para convertirse en su esposa de hecho, era muy feliz a su lado.
Pero aquella felicidad sería breve: en 1399, Ricardo II fue depuesto por Enrique de Lancaster y encarcelado en Pontefract, donde fue asesinado al año siguiente.
El nuevo rey ordenó que la joven reina viuda -tenía apenas 11 años- fuera alejada de Windsor, siendo conducida a la localidad de Sunninghill. 
Enrique IV no sabía qué hacer con ella, así que planeó casarla con su hijo y heredero, el futuro Enrique V, pero Isabel rechazó totalmente dicha idea ni quiso oír nada sobre el príncipe. Al conocer la muerte de su esposo, la reina se entregó a un riguroso luto y rechazó a los enviados del rey. Finalmente, el rey le permitió regresar a Francia.

En 1404, su tío y padrino, Luis de Orleans -hermano de su padre-, solicitó la mano de Isabel para su hijo, Carlos.

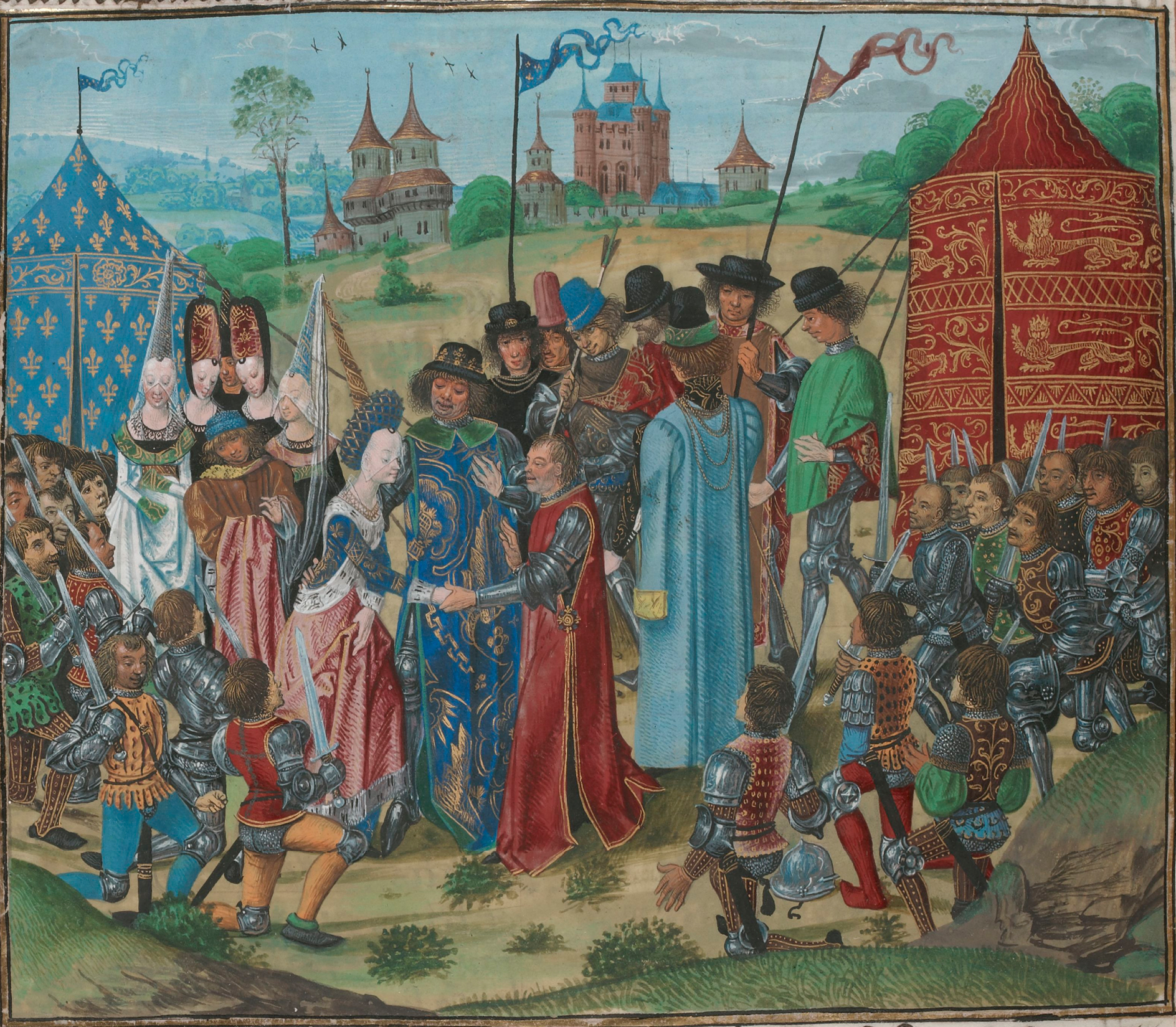
Matrimonio entre Isabel y Ricardo II en las Crónicas de Froissart (c. 1475).

El matrimonio entre Isabel y Carlos se celebró dos años más tarde, el 29 de junio de 1406, en la ciudad de Compiègne. Isabel, entonces de 16 años, lloró profundamente durante toda la ceremonia, pues se sentía rebajada: luego de haber sido reina de Inglaterra, ahora se casaba con un simple primo, para colmo cinco años menor que ella -Carlos tenía al momento de su boda sólo 11 años. El rey Carlos VI le otorgó a su nuevo yerno la elevación de su condado de Valois -que le fue cedido por su padre Luis- a ducado.
El 23 de noviembre de 1407, el duque Luis de Orleans es asesinado por orden de su primo Juan sin Miedo, duque de Borgoña, convirtiéndose Isabel y su esposo en duques de Orleans.
Dos años más tarde, el 13 de septiembre de 1409, en la ciudad de Blois, y con sólo 19 años de edad, Isabel murió al dar a luz a su única hija, Juana, siendo sepultada en la capilla de Notre-Dame des Bonnes-Nouvelles de la abadía de Saint-Laumer, en Blois. 
Posteriormente sus restos fueron depositados, por orden del rey Luis XII de Francia, en el convento de los Celestinos de París, destruido durante la Revolución francesa.